# 周燎
周燎（1989年2月2日—），是中国足球运动员，司职前锋，他曾经入选国青队。

## 简介
周燎曾经和队友杨昌鹏一起去英超球队博尔顿进行过试训，是湖北足球的新生代的佼佼者。2007年周燎调入武汉光谷一线队，同年4月17日在中超联赛对阵山东鲁能的比赛中周燎第一次代表武汉队出场並打进致胜球从而一球成名。
2008年，周燎效力的武汉光谷因为退赛被取消联赛资格，周燎也失去了联赛注册资格。在湖北省足协和中国足协经过协调，专门为周燎及吴在湖北省足协重新办理注册手续，最终周燎得以入选中国国青队参加在沙特阿拉伯举行的亚洲U19青年足球锦标赛並首轮对阵塔吉克斯坦的比赛中完成了个人帽子戏法。在2009年初大批球员转会离开，但是被认为极具潜力的周燎却最终因为湖北队将参加全运会等因素留在了武汉，转而加盟新成立的湖北绿茵参加乙级联赛，並幚助湖北绿茵成功打进中甲联赛，并以4粒进球成为队内最佳射手。
2011年，武汉中博置业集团接手湖北绿茵后球队易名湖北中博，周燎因无法接受合同方面则由中博俱乐部来重新制定及绩效工资部份拒绝湖北中博提供的续约合同，但周燎还是代表湖北中博参加了兩轮的中甲联赛。2011年5月在经过长达5月的商谈，周燎与中博俱乐部依然未能就续约达成一致，二次转会期间可以自由身转会。数支中超球队包括山东鲁能、天津泰达和河南建业都曾经被报道有意引进周燎，但同年7月，他在离队两月后重返名湖北中博签订新合同参加下半年的中甲联赛。
2011年11月初，天津泰达宣布周燎以自由球员身份正式加盟球队。
2016年2月，周燎以租借方式从天津泰达加盟武汉卓尔。
2017年6月23日，周燎租借加盟中乙球队宁夏山屿海。